# Wydad Athletic Club (athlétisme)
Pour les articles homonymes, voir Wydad Athletic Club.
Le Wydad Athletic Club est un club sportif professionnel marocain omnisports fondé le 8 mai 1937, basé à Casablanca et à portée nationale et internationale. Sa section d'athlétisme a été créée le 19 juin 1942, sous l'impulsion de Mohamed Benjelloun Touimi, président-fondateur du club et membre à vie du Comité international olympique (CIO).
Vainqueur de nombreux titres nationaux et internationaux, dont les sacres du championnat du Maroc d'athlétisme et de la coupe du Trône d'athlétisme que sois au niveau des équipes ou même bien qu'au palmarès individuel.

## Histoire
La création du WAC fut très difficile; en effet, le contexte était marqué par le protectorat français en empire chérifien, ce qui fait l'origine de sa création est synonyme à celle du mouvement national marocain, dans un cadre sportif, club omnisports, car durant cette époque le port de casablanca était entouré de plusieurs piscines et pour y accéder il fallait faire partie d'un club mais les clubs étaient tous dirigés par des colons. Pour L'ODJ Maroc, « l'histoire du WAC est une partie intégrante de l’histoire de la résistance contre les colons français. Depuis sa création en 1937, le club s’est érigé en véritable symbole de nationalisme et de résistance. »
À partir de la saison 1935/1936, plusieurs marocains purent y profiter des piscines de la ville en s'inscrivant dans ses clubs. Mais le nombre de marocains augmenta rapidement ce qui a inquiété les autorités françaises qui renvoient les « indigènes » des clubs. C'est après cet événement qu'est venue l'idée de créer un club cent pour cent marocain. Mais ce ne fut pas très facile car après plusieurs demandes pour la création du club, demandes qui furent chaque fois sans réponse, les benjellouns, Mohamed (président-fondateur du club) et Abdelkader (2e président du club), décidèrent de contacter directement s.a.i. le sultan sidi Mohammed ben Youssef et c'est là qu'il intervint personnellement pour autoriser la création du nouveau club indigène. Ainsi fut créé le Wydad Athletic Club le 8 mai 1937,.
L'origine du nom est venue lors de la toute 1re réunion du premier comité du club lorsque feu Mohamed Massiss, alors membre du comité, est arrivé en retard car il regardait le dernier film arabe de l'astre d'orient, film intitulé : WYDAD (signifiant « amour » en arabe). Le club omnisports a commencé donc avec six disciplines dont sa première équipe était celle de water-polo puisque la 1re section d'eux fut celle de natation. La 2e section du WAC fut celle de basketball, la 3e est celle de football, la 4e est celle de volleyball, la 5e est celle de rugby et la 6e fut celle de handball... etc.
Étant club omnisports, le WAC a créé sa section de l'athlétisme le 19 juin 1942, sous l'impulsion de feu haj Mohamed Benjelloun Touimi, président-fondateur du club, président d'honneur à vie du club et membre à vie du Comité international olympique (CIO) avant d'être disparue.
Relancée en 1960 à l'initiative de quelques Wydadis amoureux de l'athlétisme, tels que Nejdi, Bergouti, Lahrizi, Fennane et Haj Amine.

## Palmarès
Le WAC (Athlétisme) possède un palmarès riche dont celui de la saison sportif 2001/2002 :
Équipe
- Championnat du Maroc :
  - Champion du Maroc (Catégorie seniors) en 1976-1977.
  - Champion du Maroc (Catégorie juniors garçons) en 2001-2002.
  - Champion du Maroc (Catégorie juniors filles) en 2001-2002.
  - Champion du Maroc (Catégorie cadettes) en 2001-2002.

- Coupe du Trône : 
  - Demi-finaliste (Catégorie cadettes) en 2001-2002.
  - Demi-finaliste (Catégorie minimes) en 2001-2002.

Individuel
- Championnat d'Afrique des Jeunes (Zone Nord)
  - 6 médailles d'or en 2001-2002.
  - 6 médailles d'argent et de bronze en 2001-2002.

- Championnat Arabe (Juniors)
  - 4 médailles d'or en 2001-2002.

- Championnat Arabe (Scolaire)
  - 5 médailles d'or en 2001-2002.

Records nationaux
- Jeux Olympiques
  - Mohamed Arhlal : Saut en hauteur (2.17 m).
  - Tarik Bougtaieb : Champion d'Afrique en triple saut.

## Personnalités du club

### Présidents
De son prestige, le WAC (Athlétisme) avait l'habitude d'organiser et de participer aux competitions sportifs d'athlétisme grâce à ses personnalités :
Présidents de la section d'athlétisme
- Abdelmajid Mekkaoui
- Brahim Barghouti
- Chakir Benjelloun Touimi

Entraineurs emblématiques
- Lahcen Samsam
- Haj Amine
- Hassan Ratib

Joueurs emblématiques
- Azib
- Naoumi
- Fattouh
- Kamel
- Laayouni
- Bellal
- Mustapha Fennane
- Boutayeb
- Latouri
- Lahcen Akka
- Ahmed Ettanani

Joueuses emblématiques
- Nawal El Moutawakel

## Comité et staff
Comité
- Président délégué : 
  -  Hassan Rotbi
- Secrétaire général :
  -  Ahmed Chbihi
- Trésorier :
  -  Hassan Elmardi

Staff
- Directeur technique sportif :
  -  Mohamed Aghlal
- Entraîneurs sportifs :
  -  Aziz Zedmout
  -  Yassine Azib
  -  Ahmed Chbihi